# Надвірне військо
Надвірне військо — приватні військові формування магнатів часів Речі Посполитої, а також особиста гвардія часів Гетьманщини. Складалися з гусарських, козацьких і драгунських кінних надвірних корогв та підрозділів піхоти. У війську служили переважно залежні від магнатів дрібні шляхтичі й бояри. На українських землях розквіт надвірного війська припав на 1-шу пол. 17 ст. Найбільші можновладці (князі Острозькі, Вишневецькі, Заславські тощо) утримували постійні війська чисельністю від 1 до 2 тис. осіб, за потреби могли зібрати по 5—7 тис. осіб і більше. Надвірне військо використовувалось у війнах проти зовнішнього противника і в міжусобних конфліктах.